# トヨペット・SA型小型乗用車
トヨペット・SA型小型乗用車はトヨタ自動車工業（現・トヨタ自動車）が1947年に開発した乗用車である。
太平洋戦争終戦後の日本で初めて完全新設計開発された乗用車であり、当時の日本に類例のない先進メカニズムを大挙導入した画期的な存在であった。
しかし、終戦直後の混乱期における物資不足・技術未発達という製造面での制約に加え、モータリゼーション以前の状態にあった日本の自動車市場の未熟さ、劣悪な道路整備状況という悪条件が重なり、オーナードライバー向けな設計が主要ユーザーのタクシー業界から受け入れられなかったこともあって、1952年までに少数が製造されただけで終わった。最終的にごく少数しか販売されず利益には貢献しなかったが、その開発はトヨタの技術陣にとっての貴重な経験となった。
このモデルで命名されたペットネーム「トヨペット（Toyopet）」は、トヨタ車のブランドネームとして後年まで長く用いられた。現存車が愛知県長久手市のトヨタ博物館に展示されている。

## SA型の開発に至るまで

### トヨタ以前
欧米に比して自動車の国産化が遅れていた日本で、国産乗用車の本格大量生産が実現したのはようやく1930年代中期に至ってからのことである。
この時代、日産自動車の「ダットサン」、高速機関工業の「オオタ」という2大ブランド（規模において前者が後者を遙かに圧倒していた）が、それまでイギリス製輸入車の「オースチン・セブン」によって占められていたミニマムサイズのオーナーカー需要を代替するようになった。もっとも、これらはいずれも750cc級という最小限のクラスであった。当時の日本における小型乗用車規格は排気量750cc、全長2.8m、全幅1.2m、高さ1.8mに制限されており、この枠内なら許可制による無免許で運転できたが、サイズに限れば戦後の360cc軽乗用車よりまだ小さく、それでいて重量増やスペース効率で不利なフロントエンジン・リアドライブの4座仕様としていたのであるから、性能や居住性はごく低い水準に留まらざるを得なかった。また、品質面においてもまだ十分な水準には達しておらず、故障が多かった。
一方、太平洋戦争以前の日本でタクシーを中心に大きな需要があった乗用車は、排気量3000cc～4000ccクラスのアメリカ製量産車だった。後年の同排気量の自動車に比べ、当時の自動車は車内スペースが狭く、動力性能も遙かに劣っていたが、そのような時代でもアメリカ車のような大型大排気量車であれば居住性や走行性能、耐久性には相当にゆとりがあり、道路整備が進んでいなかった日本でも十分に実用に堪えた。アメリカ車は、量産効果によるコストダウンと高品質の両立で日本市場を席巻したが、中でも最大の市場シェアを得ていたのは、フォード・モーター社の「フォード」、ゼネラルモーターズ社（GM）の「シボレー」の大衆車2大ブランドであった。フォードは1925年に横浜に、またGM（日本ゼネラル・モータース）は1927年に大阪にそれぞれ組み立て工場を設けており、ここでアメリカ本国から輸入した部品を組み立てて完成車とする「ノックダウン生産」を行って、大量供給を実現していた。

### SA型以前のトヨタ製乗用車
1935年設立の豊田自動織機自動車部に起源を持つトヨタ自動車は、フォード、シボレーを代替するクラスの大型車を当初から生産した。
最初の市販乗用車は「AA型」（1936年）だった。その直列6気筒OHV型エンジン「A型」は、シボレー1933年型エンジンの設計をほとんどコピー、その他シャーシ設計やボディデザイン等はアメリカ第三位のメーカーであるクライスラーの最新型流線型車「デソート・エアフロー」（1934年）を全面的に参考にしており（またフォードもシャーシ設計の参考にされた）、手堅いとはいえ相当部分が模倣によるスタートであった。ただし、「模倣」のベースの相当部分に、シャーシ重量配分や流線型全鋼製ボディなど、当時最先端の技術を備えたデソート・エアフローを選んだのは、豊田自動織機自動車部とそのトップである豊田喜一郎の卓見と言うべきものでもあった。とはいえ、実際の製品品質で欧米輸入車のレベルに遠く及ばなかったことは、トヨタも当時の日本車の例外ではなかった。
AA型も含んだ3000cc超のアメリカ製大衆車サイズは確かにゆとりのある性能ではあったが、当時の日本での使用にはやや大きすぎるきらいがあったのも事実であった。一方、日本製小型量産車の主流である750ccクラスは小さ過ぎてゆとりがなく、輸送力のあるトラック等への広範な応用にも適さなかった（当時のダットサン・トラックは同時期の廉価なオート三輪トラックと大差のない500kgの積載能力しかなかった）。さらに、1930年代後期の戦時体制下では省資源化も必須であった。
このためトヨタ自動車では、日本の国情への合致を企図して「AA型」よりも一回り小さなクラスの乗用車開発を試み、1939年、2.2リッター水冷直列4気筒OHVの「C型」エンジンを搭載した中型試作乗用車「AE型」を完成させた。のちに「新日本号」と名付けられたこの乗用車は、AA型同様にクライスラーの流れを汲んだ先進的なシャーシ設計を用いており、1941年から1943年にかけて少数が増加試作されたが、乗用車の市販自体が不可能になっていた戦時体制のもとではそれ以上の発展を見ることなく、開発は頓挫した。
新日本号に続いて出現した戦後のトヨタ製乗用車は更にダウンサイジングし、戦前とは一転してヨーロッパ車に範を採った設計手法を用いることになった。

### SA型乗用車の開発
戦時中、一般向けの乗用車生産は中止されていた。そして終戦直後の進駐軍当局も、日本の自動車メーカーに乗用車生産を許可することはなかった。従って1945年末時点では、日本の四輪車メーカーは戦後復興に真っ先に必要とされるトラックやバスの生産に汲々としていたのである。トヨタでも事情は同じで、物資不足の中、戦時仕様のKB型4t積みトラックシャーシに改善を加えながらようよう量産に取り組んでいる状態だった。
AA型の改良型として戦時中に設計されたAC型乗用車（1943年）を、1947年に50台のみ追加組立製作したのがトヨタにおける戦後初の乗用車で、それも外国貿易代表団向け公用車という特別事情があってのことだった。
しかし、豊田喜一郎は遠からず乗用車の生産が再開できるであろうと予見し、既存のダットサンに互して日本国内市場での販路を見込める小型乗用車の開発を企画した。資源に乏しい日本の国情では、元々アメリカ車のような大型車よりも小型車の方が適しており、またアメリカ車と競合することもないという判断があったからである。
トヨタの小型乗用車は、驚くべき事に終戦半月後の1945年8月末には開発計画を起案され、11月には早くも開発に着手されていた。東京大学教授で内燃機関の専門家として知られ、豊田喜一郎の親友でもあって戦前からの顧問であった隈部一雄（のち副社長）が常務に就任し、この計画の指揮を執った。その開発作業は物資不足の時代背景を考慮すれば異例のハイペースで進行し、僅か14ヶ月後の1947年1月に試作車を完成した。当時の日本車としては珍しい、欧州車風のハイメカニズムを大挙導入したことは意欲的であった。
1947年6月、自動車メーカー側の運動の成果で、GHQから年間300台の乗用車生産許可が下った。この結果、新開発の「SA型乗用車」は、同年10月に同一エンジンを用いた「SB型トラック」共々、トヨタにとって初の小型自動車として発表された。

## 構造
四輪独立懸架のバックボーンフレームに全鋼製流線型車体を載せたフロントエンジン・リアドライブの小型乗用車で、1930年代のドイツやチェコスロバキアの自動車を連想させるレイアウトである。それまでにフェルディナント・ポルシェ設計のKdF（のちのフォルクスワーゲン・タイプ1）との類似を指摘する記述が多く為されているが、1930年代のヨーロッパには他にも参考にされたとおぼしき量産小型車が多数存在しており、それらの一部は戦前既に日本にも輸入されていた（KdFの実車は1946年時点では日本に移入されておらず、文献のみの紹介に留まっている）。従って、「フォルクスワーゲンを参考にした」とする一部文献での記述をそのままの意味で捉えるのは適切とは言い難い。ただし、開発を主導した隈部一雄は、戦前に渡欧した際ドイツでKdFを実見している。
全長3,800mm、全幅1,600mm弱というサイズは、既存の日本製小型車に比して二回りも大型であった（当時のダットサンは全長3,000mm、幅員は1,400mmに満たない程度である）。このサイズはヨーロッパの本格的な小型乗用車と同等であった。

### シャーシ

#### バックボーンフレーム
日本製小型乗用車としては初めての鋼板バックボーンフレームを採用した。前方はY字状に開いており、ここにエンジンを吊って、フレーム中心に貫通させたプロペラシャフトを駆動、シャーシ後部に固定された差動装置へ駆動力を伝達する。
バックボーンフレーム方式は1900年代初頭にフランスのアメデー・ボレー・ペールが既に考案しており、1930年代の時点では類似の手法について、チェコスロバキアのタトラ、ドイツのメルセデス・ベンツ、フォルクスワーゲンなど、ヨーロッパで比較的多くの採用例があった。日本でも1930年代中期、小型四輪駆動軍用車の陸王軽四起などに採用された先例があるが、一般には広まっていなかった。
バックボーン式は従前主流のはしご型フレームに比してフレーム構造を単純化・軽量化できるメリットがあるが、サスペンションが独立懸架でないと使いにくいレイアウトでもある。日本では悪路への耐性の必要から固定軸とそれに適した梯子形フレームが主流であったこと、またその後に独立懸架主流の時代になると十分な耐久性を持った完全なモノコック構造が実現されたことから、バックボーンフレームはあまり普及せずに終わっている。

#### 独立懸架
足回りの開発は内山田亀男（のちのジェコー社長）と沢六夫が担当した。前輪はコイルスプリングを用いたダブルウィッシュボーン、後輪は横置きリーフスプリングで吊られたスイングアクスルというレイアウトで、日本製の乗用車としては初めての四輪独立懸架採用である。路面追従性や乗り心地の改善を図ったものであったが、当時の日本では劣悪な路面状況への適性に欠け、時期尚早であった。
国産小型車の常用フットブレーキは機械式が普通の時代だったが、トヨタでは戦前からより安定して作動する油圧ブレーキを用いていたため、SA型でも油圧式とした。この時代はまだディスクブレーキ出現以前で、SA型も前後輪ともドラムブレーキである。

#### エンジン
トヨタはそれまで小型車用のエンジンを生産しておらず、SA型乗用車開発にあたって新たに小型の水冷直列4気筒エンジン「S型」を開発した。開発は小林忠夫（のちの愛三工業社長）らが担当した。
レイアウトはサイドバルブ直列4気筒・995ccで最高出力27PS/4,000rpmというスペックであった。当時の日本製乗用車用エンジンとしては最新鋭のもので、これを上回る国産乗用車用エンジンは、たま自動車（のちのプリンス自動車工業）向けの富士精密1.5リッター直列4気筒（1952年　45PS）まで存在しなかった。
型式名の「S」は「Small」から取ったものと言われている。基本設計においては1930年代後期にフォードがイギリスとドイツで生産していた小型車用エンジン、および同時期のドイツの中堅メーカーであったアドラーの小型車用エンジンを参考にしたという。これらの実績あるベースエンジンの性格を受け継ぎ、全体にごく手堅い設計であった。
戦前のA型エンジン以来OHVエンジンの生産経験を積んでいたトヨタだが、S型で敢えて旧式なサイドバルブを採用したのは、シンプルな構造による生産性・整備性の良さとコンパクトさとを重視した結果でもある。当時はまだ金属の材質も良くなく、シリンダー内の表面特殊加工技術も進んでいなかった。エアフィルターの不備もあり、未舗装路での酷使によってエンジンが砂塵を吸い込むことで、エンジン内が早期に摩耗してピストンの圧縮が抜けてしまう事も少なくなかった。従ってヘッドを脱着し、摩耗したシリンダー内にライナーを圧入して研削、シリンダー内径を再生する「ボーリング」と呼ばれる整備も度々行われていたほどで、エンジンの分解整備を行う頻度は、現代に比べて遙かに多かった。
同時期のダットサンやオオタのエンジンは戦前形エンジンの排気量拡大型に留まり、4気筒だがクランクシャフト両端にしか軸受けのないプリミティブな「2ベアリング」型で、高速回転や高出力化には不向きだった。これに対し、トヨタS型は最初からクランクシャフト中央にもベアリングのある「3ベアリング型」となっており、高速化や耐久性向上に寄与した。
S型はSA型乗用車・SB型トラックの後も、トヨタの乗用車・トラック汎用エンジンとして量産されたが、ライバルのダットサンこそ上回るにしても非力さは否めなかった。1953年に後継エンジンとなる1クラス上の1.5リッターOHVエンジン「R型」が投入されると、乗用車用エンジンはそちらにシフトし、小型トラックの一部がS型搭載で残るだけになった。
これではS型の生産設備が遊休化してしまうため、当時の技術担当重役である豊田英二の発案で、S型エンジン搭載の廉価なセミ・キャブオーバートラック「SKB型トラック」を開発（1954年）、オート三輪への対抗車として拡販を図り、続いて新たな分野としてフォークリフト開発を企画、そのパワーユニットにS型エンジンを使うなど、利用拡大が試みられた（トヨタはこの結果、小型トラックやフォークリフトの分野でも日本を代表するメーカーの一つとなる）。
S型はその後も初代トヨペット・コロナ（ただし前期型のみ）に搭載されるなど、昭和30年代前半まで第一線級のエンジンとして生産されることになった。短命に終わったSA型乗用車において、そのパワーユニットのみは大いに活用されたと評するべきであろう。

#### トランスミッション
前進3段・後進1段のマニュアルトランスミッションで、ローギアを除きシンクロメッシュ・ギアとし、変速容易化が企図された。しかもシフトレバーをステアリングコラムに装備し、前席足元からレバーを排除してスペースにゆとりを得ている。当時「リモートコントロール・シフト」と呼ばれたコラムシフトのレイアウトは、1930年代中期のアメリカ車を発端に広まりつつあったが、日本ではSA型が最初の採用であった。

#### スタイリング
時代相応に独立フェンダーを備える全鋼製流線型ボディのスタイリングは、1930年代のヨーロッパで流行したいわゆる「ヤーライ・スタイル」の典型で、工芸係長の森本眞佐男（のちデザイン部長、千葉大学教授）を中心とするトヨタの社内デザイナー等によるものである。欧州風と米国風を融合させることをテーマにした。機能性の点からドイツのフォルクスワーゲン等を主に意識しながら、米国風のノッチバックスタイルとラジエーターグリルをあわせた。
試作車の車体は、豊田自動織機・自動車部を退社後、荒川板金工業所を立ち上げていた荒川儀兵衛のもとを豊田喜一郎が直接訪ね、口説き落として、製作を依頼した。納期までわずか2ヶ月、しかも5分の1の図面のみからの製作であったが、荒川をはじめ、社員18名の奮闘により、3台の試作車が1946年の暮れまでに出揃った。
試作時点では屋根が薄く、車体側面にステップボードを残していて、1930年代中頃のヨーロッパにおける初期流線型乗用車（1935年のフィアット1500など）に類似した形態であったが、生産型では屋根のボリュームを増し、側面のステップボードを廃止するなど、1930年代末期のアメリカ車に近付く進歩を見せている。ドアは前開きとされた。
ベンチレーターと腕木式方向指示器は、ボンネット側面のスカットル部分に前後並列で配置された。

#### ラジエーターグリルとデザイン・トレンド
SA型のラジエーターグリルのデザインは、ボディ前面の比較的低い位置に中央で二分割された外気導入口を設け、縦線状のクロームメッキグリルを内填めするという、当時の日本においては極めて斬新なものであった。
古くは外部露出していた自動車のラジエーターにグリルが付くのが一般化したのは1920年代のことであった。当時のラジエーターグリルの捉え方は、「車体前方のラジエーター前面に、保護カバーとしてのグリルを取り付ける」というもので、ラジエーターグリルはデザイン上、ボディからの独立性が強い一種の装飾パーツでもあった。しかし、1930年代に入って始まったボディの流線型化の中で、ラジエーターグリルのデザインの在り方は行き詰まりを見せるようになる。
そこで従来の固定観念を脱し、「ボンネット前端に開いた冷却風導入口のデザイン処理」という考え方に立って「ラジエーターグリルもボディの一部であり、一体にデザインされるべき」とする発想の先鞭を付けた初期の例は、フォード社から1937年に発表されたリンカーン・ゼファー1938年型であった。「開口部」としてのグリルデザイン処理は、フォード社社長で前衛手法への理解があったエドセル・フォードなどを除いては、多くの拒否反応に遭い、人気モデルだったゼファーの売れ行きを一時鈍らせるほどの影響があったという。しかし見慣れればむしろモダンで機能的なデザインであり、翌1938年になると追従して同様なデザインを用いるメーカーが続出した。
SA型での「ボディの開口部」的なグリルデザインは、ゼファーから約10年遅れではあったが日本では最先端の試みであったし、アメリカ以外の諸国でも一般的な乗用車のデザインについては、戦時中の技術停滞の影響で、アメリカ車の1940年前後のデザインレベルまで追随するのが精一杯の時期であった。戦時中の「新日本号」では同時期のアメリカ製大衆車とも異なるデザインアプローチが試行されていた史実もあり、この面においてトヨタが世界全体の水準から大きく遅れていたわけではない。
もっともアメリカ本国では1940年以降、更に機能性重視に進んだ新たなデザイントレンドが勃興しつつあり、1942年の民間向け乗用車生産中止までに出現した市販乗用車のデザインは、戦後の更なる発展に連なる素地を構築していた。それは1948年から1949年にかけてフルワイズ・フラッシュサイドボディを備えた完全新設計の戦後型モデルが各メーカーから多数送り出されるという形で結実した。
トヨタがフラッシュサイド化に追随するのはトラックシャーシに乗用車ボディを架装した1949年以降のモデルであったが、どちらかというとアメリカ車への憧憬による一種のパロディとでも評すべき外観を呈しており、品質やデザインにおいて一応の体裁が整うのは1955年発表のトヨペット・クラウンまで待たねばならなかった。

#### 内装・アクセサリー
配色は八重樫守（のちデザイン部長、豊田合成顧問）のスケッチを東郷青児や和田三造が監修し、審査会で7色が決定された。
もともと内装は、無難で地味な色合いとする計画だったが、シート生地検討のため住江織物に協力を依頼したところ、同社の社長から「真っ赤な生地にしたらどうか」というアプレゲール的に強烈な提案を受けた。これがきっかけで、最終的に日本の自動車としては異例なベージュ系統の明るい内装を用いることになったという事情がある。フロントシートはパイプフレームを用いたモダンなセパレートタイプで、フタバ産業が製造した。
ダッシュボードには大型の真空管ラジオが装備されたが、のちの14型テレビほども大きさがあった。1947年当時の日本で一般に聴くことができたラジオ放送はNHKおよび米軍放送AFRSによるAM放送のみで、このカーラジオもAM専用である。おそらく日本車としては最初期のカーラジオ搭載例であったと見られるが、装置としてどの程度実用になったのかは不明である。
また、開発過程ではエア・コンディショナー（空調）の搭載すら検討されていたといわれるが、当時、冷房機能まで含めた乗用車用のエア・コンディショニング・システムはキャディラックに初めて車載されたばかり（1940年）という世界的にも新しい技術であり、事実であればこのような小型車向けに検討されただけでも無謀に近い。実際にはトヨタが太平洋戦争中に試作貴賓車として1台のみ製造した大型乗用車「大型B」が、冷房なしで暖房装置と強制送風機能を備えて「空調」と称していた史実があり、SAの「空調」も先行した大型Bの事例に類した過渡的なものであった可能性が高い。それでもはるか後年の1960年代前期まで日本の小型自動車では暖房ですらオプション扱いであった事例が多く、相当に進んだ試みと見なすことができる。

## トヨペット
1947年の発売に当たってSA型乗用車とSB型トラックに与えられた「トヨペット」（Toyopet）という愛称は、「トヨタの愛車」という意味合いから「トヨタ」のトヨ（Toyo）に愛玩物の「ペット」（pet）を組み合わせたものである。戦前からの日産「ダットサン」と並んで、戦後の日本車における代表的な車名として長く親しまれることになった。公募から選定された名称とされ、1949年に商標登録されている。
しかしこの名前は、実は厳密な意味での公募作品ではなかったとも伝えられている。
その経緯について、トヨタ系ディーラーである青森トヨタ自動車の創業者であり、戦前からトヨタ車の販売に携わっていた小野彦之烝（1914年-2006年　元・日本自動車販売協会連合会副会長）が、最晩年に日本経済新聞からのインタビューにおいて、次のような逸話を語っている。
1947年6月頃、豊田喜一郎、神谷正太郎らトヨタ幹部が九州のトヨタディーラー経営者らの激励会を大分県別府市で開き、小野も東北地区ディーラー団体の幹部として同行した。この時の九州訪問団一行には、当時トヨタ自動車販売店組合の理事長を務めていた奈良県の有力ディーラー・菊池武三郎（のち、奈良トヨタ・社長）が参加していた。
喜一郎ら一行は、別府での激励会を終えたあと宮崎県に移動し、現地のホテルで会議を行ったが、その席で菊池ともう一人の関係者（詳細不明）から、数ヶ月後に発表を控えていたSA型乗用車の愛称について「トヨペット」としてはいかがか、との提案があった。
豊田喜一郎もこれを良い名前であると考え、挙母（ころも、現・豊田市）のトヨタ本社に戻ってから公募審査員とも調整し、「トヨペット」という名称を正式決定したのだという。
なお「SA型」は車両型式で、S型エンジンを搭載した最初の車両（ABC...のA）という意味。エンジンの基本型式を車両記号の頭に付けるという方法は、1936年にトヨダ・AA型乗用車が登場してから現在に至るまで基本的な命名規則となっている。

## 失敗作となったSA型
SA型は、1947年当時の日本においては極めて意欲的な乗用車であった。そのスペックの多くはヨーロッパの最新型乗用車に匹敵するものであり、これが成功を収めていれば、以後の日本の自動車産業は相当に異なった発達を見せた可能性もある。だが、現実のSA型は多くの最新メカニズムを導入しながら、自動車としての成功には至らなかった。

### 工作・品質不良
当時は戦後の混乱期で、日本の工業界がようやく復興を模索しはじめた時代である。性能の良い工作機械も良質な資材も共に不足した状態で、複雑なメカニズムの新型車を生産することは容易でなかった。出来上がったSA型では故障や破損が連発した。更にトヨタ自動車自体が1950年には一時深刻な経営危機に陥り、事業継続自体が危ぶまれるなど、生産体制には不安がつきまとった。

### 非力な性能
数々の最新メカニズム導入の結果、空車940kg、積車1170kgという重さになったが、その一方で1000ccのS型エンジンはわずか27PSの出力で、公称最高速度は87km/hに留まった。1930年代初頭のヨーロッパ製大衆車程度の水準で、時代水準から言えばやや不十分である。また最高速度に近い速度での連続巡航が可能であったかどうかも不明である（同時期の欧州車の場合、やはり1000ccのフォルクスワーゲン・ビートル最初期型は25HPで額面のエンジンスペックこそSA型に僅か劣るが、空車状態で重量780kgと軽く、最高106km/hに達した。しかもアウトバーンの平坦路を100km/hで連続走行可能に設計されていた）。
1948年8月には、東海道本線の蒸気機関車急行列車と名古屋駅から大阪駅まで競争するデモンストレーションを行っている。SA型は早朝の下り急行列車と同時に名古屋を出発し、関ヶ原、逢坂山を越え、道路状態も決して良くない200km弱の道のりを（途中でガス欠を起こしつつも）4時間で走破して、42分の差で列車に勝った。しかし、当時は鉄道も、戦争による荒廃と石炭ほかの物資不足で著しく速度低下していた時代で、「大差で勝った」とはいえ、ある程度割り引いて受け取る必要はあろう。

### 悪路
この時代の日本では、道路整備が未だまともになされていない状態で、都市部でも未舗装の道路は多かった。複雑な独立懸架は耐久性不足で、どうしても破損が生じやすかった。
また日本のタクシー業界では、戦前の「ニー・アクション」のトラブルによって、1950年代に至っても独立懸架に不信感を抱いていた。
ニー・アクション
フランスの富豪で自動車レーサー、技術者でもあったアンドレ・デュボネ（1897年 - 1980年）が1927年に考案した「デュボネ式独立懸架機構」の通称。初期の各種独立懸架機構の中でも路面追従性に優れていたが、バネ下部分の重量・可動部品点数が過大な複雑設計で、量産車向きな構造とは言い難かった。GMは1934年式シボレーにデュボネ式前輪独立懸架を初めて装備し、これに対する通称として人間の膝の動きになぞらえた「ニー・アクション」の名を与えたが、耐久性不足の失敗作であることが露呈し、系列で同時期採用のオペルともども、短期間で取りやめられて固定軸式に逆戻りした。日本では三菱が1960年の「三菱500」で用いたぐらいで、ほとんど採用例はない。
当時はデュボネ式以外のダブルウィッシュボーン（GMの自社開発方式。1932年のキャディラックで前輪に採用されて大成功し、以後世界的に普及。現代まで独立懸架の主流形式の一つである）などの前輪独立懸架も、日本では乱暴に総称して「ニー・アクション」と呼ばれており、総じて日本の悪路でタクシー用に酷使するには適さないものと捉えられていた（確かに1940年代末期の道路状況では、タクシー業界の不信もあながち的はずれではなかった）。

### 販路のない時世
当時、国産乗用車のユーザーはほとんどがタクシー業界であった。しかし、元々オーナードライバー向けで「お上品な」メカニズム・装備のSA型は前述のとおり、蛮勇を伴って酷使されるタクシー用途には極めて不適だった。むしろ前後固定軸で丈夫なトラック用シャーシに乗用車ボディを載せた「偽物の乗用車」の方が、当時の日本のタクシー稼業には適していたのである。加えてSA型は2ドア車であって4ドア仕様がなく、構造的にタクシーに使いにくかった。
また、1950年代以前のオーナードライバーは富裕層の一部に限られて非常に薄く、その数少ないオーナードライバーも信頼性が高く高性能な輸入車を好んだ。だがそもそも終戦直後の混乱期には、そのような人々も容易に自家用車を購入できる状況ではなかった。
つまるところ、先進メカニズムと洒落たデザインを備えたSA型を作ったところで、肝心の買い手が付くような時代ではなかった。

### 総論
トヨペットSA型は、1947年から細々と生産されたが、最終的には1952年5月までに215台が製造されるに留まった。より実用型としたSC型も検討されたが試作で終了している。
技術的未熟により製品として失敗作であったことは否めず、また社会情勢からして試作車に留めるのが適切な設計の車両を200台以上も生産してしまった時点で、ビジネスとしても失敗であった。直接の利益となったのは、新しいS型エンジンの開発のみであった（同一エンジンの兄弟車とも言うべき小型トラックのSB型は当時におけるヒット作になり、またS型エンジン自体、後年まで様々な応用が為された）。
しかし先進技術の試行やスタイリング研鑽などの経験は、戦後のトヨタの自動車開発に有形無形の著しい示唆を与え、のちの初代トヨペット・クラウン開発にも影響を及ぼした。その意味では極めて貴重なデザインスタディとなった自動車として評価できるであろう。